# Schwabmünchen
Schwabmünchen – miasto w Niemczech, w kraju związkowym Bawaria, w rejencji Szwabia, w regionie Augsburg, w powiecie Augsburg. Leży około 25 km na południe od Augsburga, nad rzeką Singold, przy linii kolejowej Lindau (Bodensee)-Augsburg.

## Polityka
Burmistrzem miasta jest Lorenz Müller, poprzednio urząd ten obejmował Hans-Joachim Neumann, rada miasta składa się z 24 osób.
|      | CSU | SPD | FWV | Zieloni | Razem |
| 2008 | 13  | 7   | 4   | -       | 24    |
| 2002 | 14  | 5   | 4   | 1       | 24    |